# Puliciphora flava
Puliciphora flava är en tvåvingeart som beskrevs av Malloch 1914. Puliciphora flava ingår i släktet Puliciphora och familjen puckelflugor.
Artens utbredningsområde är Costa Rica. Inga underarter finns listade i Catalogue of Life.